# Ivanșnița, Loveci
Ivanșnița (în bulgară Иваншница) este un sat în comuna Troian, regiunea Loveci,  Bulgaria. 

## Demografie
Componența etnică a satului Ivanșnița
     Nicio identificare (100%)
     Altele (0%)
La recensământul din 2011, populația satului Ivanșnița era de 1 locuitori. . Pentru 100,0% din locuitori nu este cunoscută apartenența etnică.